# 2e régiment (prussien) d'infanterie (Reichswehr)
Pour les articles homonymes, voir 2e régiment.
Le 2e régiment (prussien) d'infanterie est un régiment de la Reichswehr.

## Histoire
Le régiment est formé le 1er janvier 1921 à partir des 6e, 39e et 40e régiments d'infanterie de la Reichswehr ainsi que du 2e régiment de fusiliers de la Reichswehr de l'armée de transition. Le 29 mai 1922, le régiment reçoit la désignation régionale « Prussien » en plus de son nom. Au cours de l'expansion de la Reichswehr, le régiment est divisé lors de la première vague de formation en 1934 et le régiment d'infanterie d'Allenstein et le régiment d'infanterie de Rastenburg sont formés.

### Garnisons
- Allenstein : État-major régimentaire, 2e, 4e et 13e compagnies (MW), bataillon d'entraînement
- Ortelsburg : 1er bataillon de chasseurs, 1er et 3e compagnies
- Rastenburg : 2e bataillon
- Lötzen : 3e bataillon

### Commandants
| N° | Nom                                              | Début             | Fin               |
| -- | ------------------------------------------------ | ----------------- | ----------------- |
| 1  | Oberst Erwin Voigt (de)                          | 1er octobre 1920  | 3 août 1921       |
| 2  | Oberst Robert Bürkner (de)                       | 4 août 1921       | 31 janvier 1924   |
| 3  | Oberst Hermann Reinicke (de)                     | 1er février 1924  | 30 novembre 1925  |
| 4  | Oberst/ Général de division Axel von Platen (de) | 1er décembre 1925 | 31 décembre 1928  |
| 5  | Oberst Waldemar Henrici (de)                     | 1er janvier 1928  | 31 janvier 1929   |
| 6  | Oberst Karl Held                                 | 1er février 1929  | 30 septembre 1930 |
| 7  | Oberst Siegfried Haenicke                        | 1er octobre 1930  | 30 septembre 1932 |
| 8  | Oberst/major général Fritz Kühne                 | 1er octobre 1932  | 30 septembre 1934 |
| 9  | Oberst Walter Model                              | 1er octobre 1934  | 14 octobre 1935   |

## Organisation
Le régiment est sous le commandement du 1er commandant d'infanterie de la 1re division à Königsberg.

### Adoption de la tradition
Le régiment reprend la tradition des anciens régiments en 1921.
- 1er et 3e compagnies : 1er bataillon de chasseurs à pied
- 2e compagnie : 150e régiment d'infanterie
- 4e compagnie : 151e régiment d'infanterie
- 5e et 8e compagnies : 4e régiment de grenadiers
- 6e compagnie : 152e régiment d'infanterie (pl)
- 7e compagnie : 148e régiment d'infanterie
- 3e bataillon : 20e régiment d'infanterie
- 13e compagnie et bataillon d'instruction : 147e régiment d'infanterie